# Migawka (album Meli Koteluk)
Migawka – trzeci album Meli Koteluk, wydany 9 listopada 2018 przez Warner Music Poland.
Składa się z 11 utworów napisanych w umiarkowanym tempie, w stylu alternatywnego popu, tekstowo o miłości, wolności i śmierci w wielu metaforach. Muzykę nagrano na poziomie 432 Hz, podobnie do dźwięków natury (np. fal, szumu lasu czy śpiewu ptaków), co daje efekt łagodności i wyciszenia.
Album uhonorowano Fryderykiem 2019 w kategorii «Album Roku Pop Alternatywny».
Nagrania uzyskały certyfikat złotej płyty.

## Lista utworów
1. „Odprowadź” – 3:50
2. „Los hipokampa” – 6:09
3. „Doskonale” – 3:44
4. „Hen, hen” – 4:29
5. „Tańczę, przepływam” – 4:19
6. „Ja, fala” – 4:59
7. „Odlatujemy” – 3:48
8. „Ogniwo” – 4:06
9. „Aha” – 3:35
10. „Wschód” – 4:00
11. „Janie” – 4:41

## Wykonawcy
Opracowano na podstawie materiału źródłowego.
- Mela Koteluk – teksty, kompozycje, głos
- Tomek „Serek” Krawczyk – kompozycje, gitary
- Tomek Kasiukiewicz – kompozycje, instrumenty klawiszowe
- Robert Rasz – kompozycje, perkusja
- Piotr Zalewski – kompozycje, basy
- Sandra Kopijkowska – harfa
- Fair Play Quartet – kwartet smyczkowy
- Skubas – chóry
- Robert Rient – współautor "Odlatujemy"
- Marek Dziedzic – produkcja muzyczna
- Leszek Kamiński – miks i mastering
- Joanna Skiba – projekt graficzny
- Adam Pluciński – zdjęcia